# Uralske sprog
Den uralske sprogfamile består af omkring 30 beslægtede sprog, som tales af knapt 25 millioner mennesker, hovedsageligt Øst- og Nordeuropa samt det nordvestlige Asien. De mest udbredte sprog i denne familie tilhører den finsk-ugriske undergruppe; hertil hører bl.a. finsk, estisk, ungarsk og samisk. Derudover indgår den samojediske sproggruppe blandt de uralske sprog.
Den uralske sprogfamilie består af en spredt kæde af sprog som strækker sig fra Østersøens kyst til Jenisejfloden og Tajmyrhalvøen i Sibirien, samt en udløber i Centraleuropa (ungarsk).
Typologisk er der stor variation inden for uralske sprog, men visse egenskaber er fremherskende: en rig agglutinerende morfologi, og i særdeleshed et righoldigt kasussystem med op til 20 kasus, negation sker ved hjælp af et bøjet hjælpeverbum, desuden er vokalharmoni udbredt.
Betegnelsen uralske sprog er blevet anvendt siden begyndelsen af 1800-tallet, da flertallet af disse sprog tales i nærheden af Uralbjergene, i grænseområderne mellem Asien og Europa. Oprindelsesområdet, dvs. det protouralske samfund, befandt sig sandsynligvis i det centrale eller sydlige Uralområde. Dette formodede urhjem var bestemmende for sprogfamiliens navn. Processen, der medførte at de enkelte uralske grupper blev udskilt og indvandrede til sine senere bosættelsesområder, begyndte for mindst 6000 år siden. I dag bor størstedelen af sprogbrugerne i områder vest for Ural.
Videnskaben om de uralske sprog og den kultur den hænger sammen med kaldes uralistik.